# 永寧公主 (後漢)
永寧公主，是中国五代十国后汉高祖刘知远长女。
后晋时，刘知远把大女儿嫁给宋偓（宋延渥）。宋延渥是宋廷浩和后唐庄宗李存勖之女义宁公主所生的儿子。后汉天福十二年四月初九甲子（947年5月2日）封永寧公主，乾祐二年十二月十三壬午（950年1月4日），封秦国长公主。而永寧公主所生的女兒宋氏，因姿色秀麗，嫁给宋太祖，並成为皇后，《宋史·宋偓传》称宋家“近代贵盛，鲜有其比”。。